# Takagripopteryx jezoensis
Takagripopteryx jezoensis är en bäcksländeart som beskrevs av Kohno 1954. Takagripopteryx jezoensis ingår i släktet Takagripopteryx och familjen småbäcksländor. Inga underarter finns listade i Catalogue of Life.